# Přírodní krajina

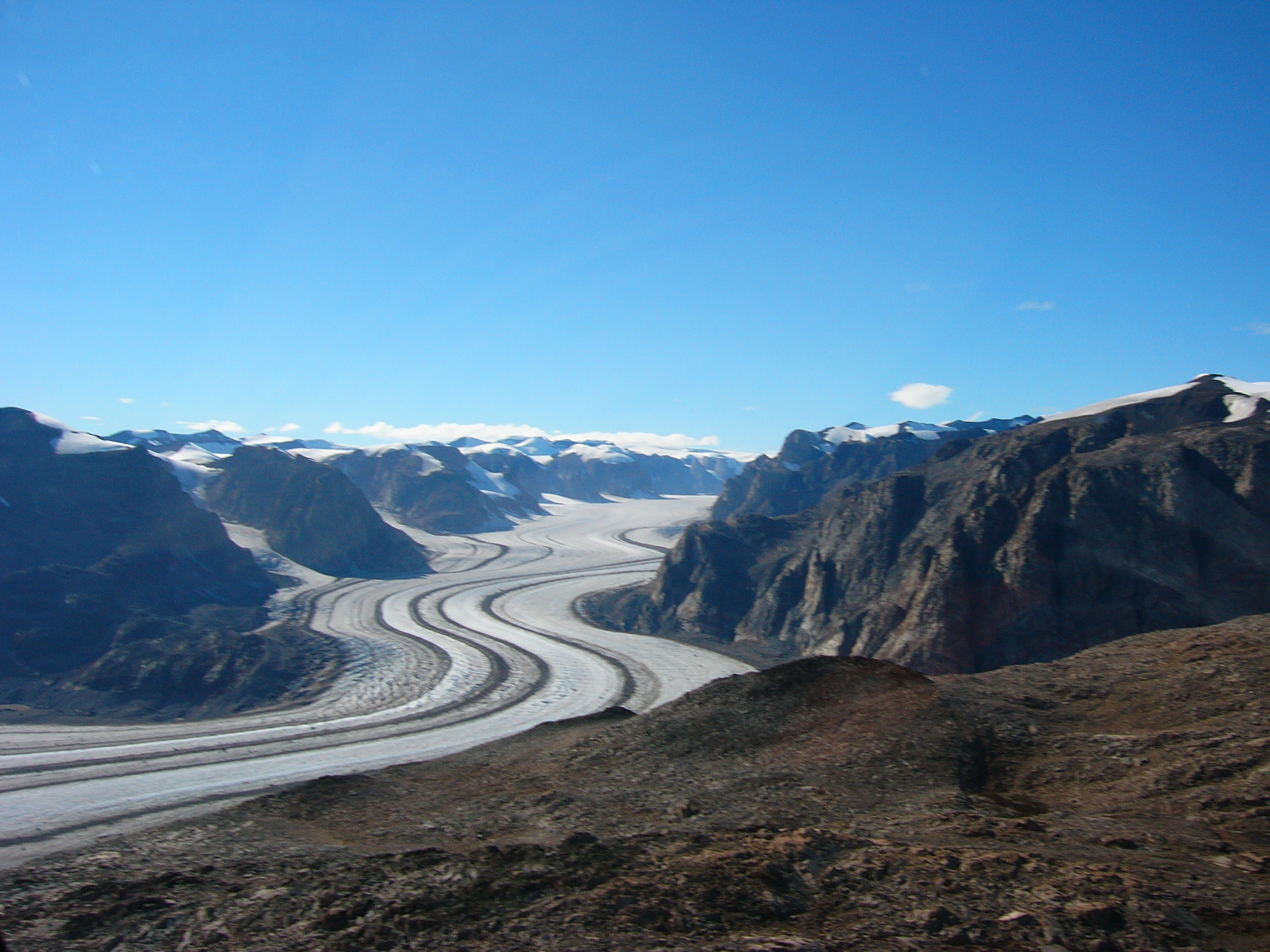
Přírodní krajina v Grónsku

Přírodní krajina je původní krajina, v odlehlých a nepřístupných oblastech, které se vyvíjí bez zásahu člověka. Na jejím vzniku se podílí přírodní krajinotvorné procesy bez lidského vlivu. Vzhled přírodních krajin je výsledkem působení vnitřních a vnějších přírodních činitelů. Dnes se přírodní krajiny vyskytují jen v omezené míře v obtížně přístupných oblastech, v pouštích a bažinatých územích. Představují je také zbytky dosud málo dotčených deštných pralesů. V Česku je za takovou krajinu možné považovat část vrcholových partií Šumavy.
Protikladem přírodní krajiny je člověkem výrazně pozměněná kulturní krajina.
Po miliony let působily na naší planetě pouze přírodní síly.